# Rio Aguapeí
O rio Aguapeí, também conhecido como rio Feio ou o rio dos Aguapés, é um curso de água que banha o estado de São Paulo, no Brasil. Ele nasce no município de Gália, bem próximo à rodovia SP-294. Segue para o norte até a altura de Lins.  Em seguida, para oeste, passando por Luiziânia, Passando por Salmourão tem Canal do Inferno, e em Lucélia tem a Cachoeira do Salto Botelho, entre os municípios de Nova Independência e São João do Pau d'Alho. A partir de onde recebe muitos afluentes até desaguar no rio Paraná. Percorre mais de trezentos quilômetros, sendo, portanto, um dos maiores rios do estado de São Paulo em extensão. Em todo seu percurso, corre aproximadamente paralelo ao rio Tietê, que se localiza ao norte.

## Etimologia
"Aguapeí" é um termo de origem tupi que significa "rio dos aguapés", através da junção dos termos agûapé (aguapé) e  'y  (rio).

## Ver também

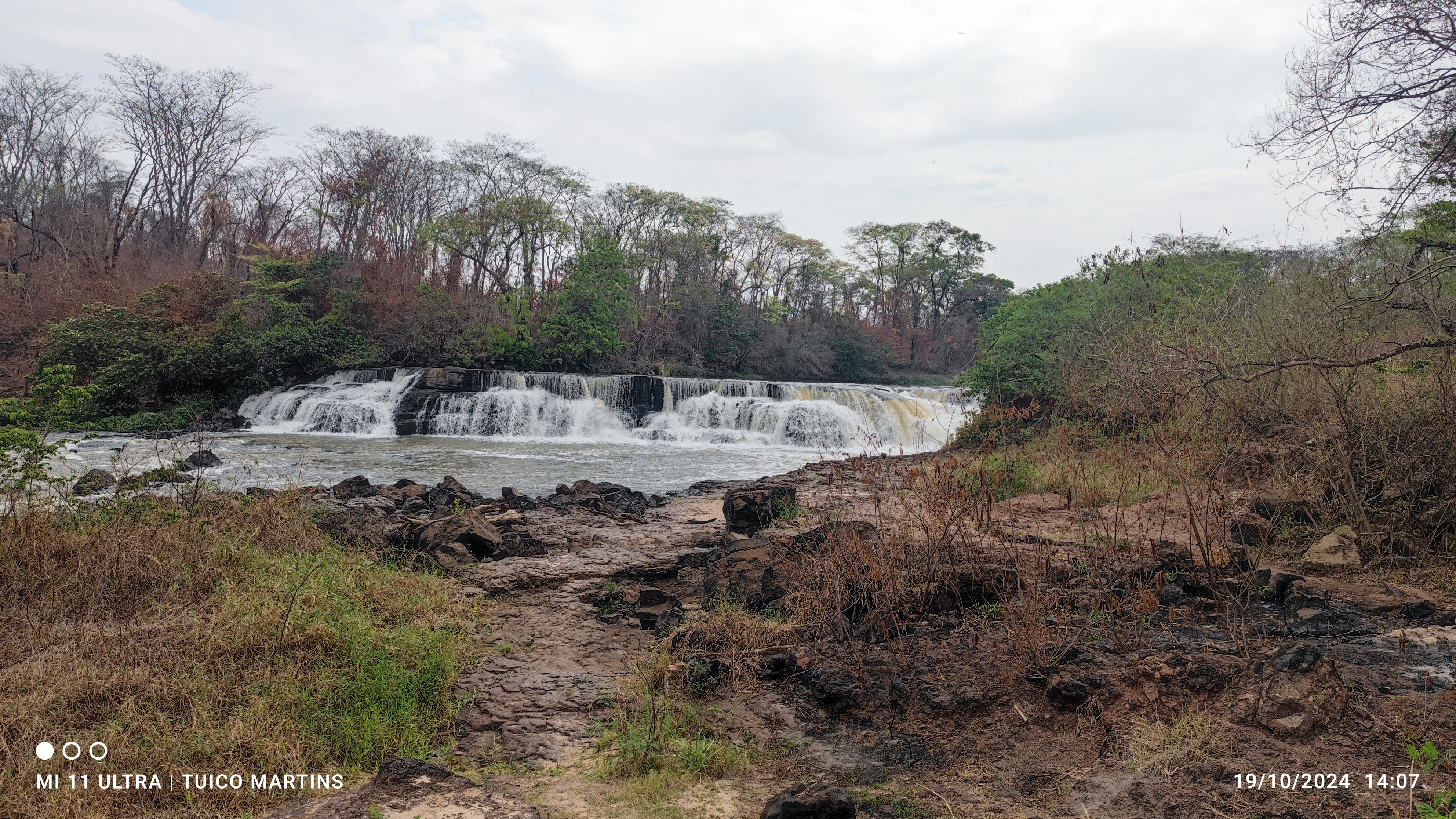
Cachoeira Salto Botelho